# (463911) 2014 UW130
(463911) 2014 UW130 es un asteroide perteneciente al cinturón de asteroides, descubierto el 4 de septiembre de 2010 por el equipo Spacewatch desde el Observatorio Nacional de Kitt Peak (Arizona, Estados Unidos).